# Lycoris sanguinea
Lycoris sanguinea es una especie herbácea, perenne y bulbosa nativa de Asia y perteneciente a la familia de las Amarilidáceas. Se la utiliza como ornamental en muchas partes del mundo por sus flores de color rojo-anaranjado y sus tépalos recurvados.

## Distribución
Es originaria del centro y sur de Japón.

## Descripción
Las hojas aparecen en primavera, tienen 5 a 6 mm de ancho. Las flores se disponen en umbelas de 3 a 5 miembros. El perianto tiene forma de trompeta y presenta de 6 a 7 cm de largo. Los tépalos son muy recurvados y con los márgenes planos. Lycoris sanguinea var. kiushiana se diferencia de la variedad típica por sus flores más grandes y por ser triploide (es decir, tiene tres juegos básicos de cromosomas).

## Taxonomía
Lycoris sanguinea fue descrita por (Lam.) H.E.Moore y publicado en Bot. Jahrb. Syst. 6: 80 1885.
Sinonimia
- Hippeastrum sanguineum (Maxim.) H.Lév. (1905).[1]